# Ligue démocratique des Croates de Voïvodine
La Ligue démocratique des Croates de Voïvodine (en serbe cyrillique : Демократски савез Хрвата у Војводини ; en serbe latin et en croate : Demokratski savez Hrvata u Vojvodini ; en abrégé : DSHV) est un parti politique serbe fondé en 1990.
Il a son siège à Subotica et est présidé par Tomislav Žigmanov.
Il s'est donné comme mission de défendre la minorité croate de la province autonome de Voïvodine, en Serbie.

## Historique
De 1990 à 2003, le parti est dirigé par Bela Tonković ; Petar Kuntić en est élu président en 2003.
Au cours du temps, plusieurs de ses membres en désaccord avec la politique de la direction, forment d'autres partis croates. La Ligue nationale croate (Hrvatski narodni savez) est ainsi fondée en 1998 avant de réintégrer le DSHV en 2003 ; le Parti croate bunjevac-šokac (Hrvatska bunjevačko-šokačka stranka) est fondé en 2004 et l'Union démocratique des Croates (Demokratska zajednica Hrvata) en 2007.

## Activités électorales
Aux élections législatives serbes de 2007, la Ligue démocratique des Croates de Voïvodine fait liste commune avec le Parti démocratique (DS), ce qui permet à son président, Petar Kuntić, d'obtenir un siège à l'Assemblée nationale de la république de Serbie. Aux élections législatives serbes de 2008, la ligue fait partie de la coalition Pour une Serbie européenne, emmenée par le président sortant Boris Tadić, ce qui vaut à Kuntić d'être réélu à l'Assemblée.
Lors des élections législatives serbes de 2012, le DSHV participe à la coalition Un choix pour une vie meilleure, emmenée par Boris Tadić. Kuntić est une nouvelle fois élu député et est inscrit au groupe parlementaire du Parti démocratique.

## Présidents du parti
- 1990-2003 : Bela Tonković
- 2003-2015 : Petar Kuntić
- depuis 2015 : Tomislav Žigmanov